# Agència Havas
L'Agència Havas fou una agència de comunicació i un servei de notícies fundada per Charles-Louis Havas el 1835. Va ser la primera de les grans agències internacionals de notícies que es va crear en el món i la primera implantada a Amèrica Llatina.
Durant la primera guerra mundial va ser un dels principals agents de la propaganda francesa i oferia articles d'opinió de personalitats franceses. El 1940 el govern francès la va nacionalitzar i es van separar les branques de publicitat i informació, que va passar a denominar-se Office Française d'Information (OFI). El 1944, els periodistes de la resistència ocuparen l'agència i la reanomenaren Agence France-Presse (AFP).